# Кобец, Фёдор Семёнович
Фёдор Семёнович Кобец (17 февраля 1913, Мошорино, Херсонская губерния — 3 мая 1986, Москва) — подполковник Советской армии, участник Великой Отечественной войны, Герой Советского Союза (1943).

## Биография
Родился 17 февраля 1913 года в селе Мошорино (ныне Кропивницкий район Кировоградской области Украины). После окончания семи классов школы работал слесарем.
В 1935 году Кобец был призван на службу в Рабоче-крестьянскую Красную Армию. В 1939 году он окончил курсы младших лейтенантов. С июня 1941 года — на фронтах Великой Отечественной войны. К январю 1943 года старший лейтенант Фёдор Кобец командовал танковой ротой 379-го танкового батальона 173-й танковой бригады 3-й танковой армии Воронежского фронта. Отличился во время боёв в Воронежской области.
13-18 января 1943 года рота Кобца вела бои у населённых пунктов Иванченков и Новопостояловка Россошанского района Воронежской области, уничтожив 4 артиллерийских орудия, 48 автомашин, 15 повозок, большое количество солдат и офицеров противника. В тех боях Кобец получил тяжёлое ранение, но продолжал сражаться ещё в течение 28 часов.
Указом Президиума Верховного Совета СССР от 28 апреля 1943 года за «образцовое выполнение боевых заданий командования на фронте борьбы с немецкими захватчиками и проявленные при этом мужество и героизм» старший лейтенант Фёдор Кобец был удостоен высокого звания Героя Советского Союза с вручением ордена Ленина и медали «Золотая Звезда» за номером 1085.
После окончания войны Кобец продолжил службу в Советской Армии. В 1960 году в звании подполковника он был уволен в запас. Проживал в Москве. Умер 3 мая 1986 года, похоронен на Ваганьковском кладбище Москвы.
Был также награждён двумя орденами Красного Знамени, двумя орденами Отечественной войны 1-й степени, орденом Красной Звезды, рядом медалей.